# Вира Вест (Флорида)
Вира Вест (енгл. Viera West) насељено је место без административног статуса у америчкој савезној држави Флорида.

## Демографија
По попису из 2010. године број становника је 6.641.
| Група             | 2000.    | 2010.         |
| Белци             | 0 (0,0%) | 5.113 (77,0%) |
| Афроамериканци    | 0 (0,0%) | 366 (5,5%)    |
| Азијати           | 0 (0,0%) | 311 (4,7%)    |
| Хиспаноамериканци | 0 (0,0%) | 685 (10,3%)   |
| Укупно            | 0        | 6.641         |